# Dura Automotive Systems
Dura Automotive Systems Inc.  ist ein US-amerikanisches Unternehmen und ein weltweit agierender Automobilzulieferer. Der Hauptsitz des Unternehmens ist in Auburn Hills, Michigan. Die Aktien des Unternehmens waren bis Ende 2009 an der New Yorker Börse NASDAQ notiert. Seitdem gehört Dura Automotive der Private-Equity-Gesellschaft Patriarch Partners.
Niederlassungen für Produktion und Vertrieb der DURA Automotive Systems befinden sich in Kanada, Mexiko, Brasilien, Deutschland (Daun, Düsseldorf, Lüdenscheid, Einbeck, Lage, Rotenburg), Großbritannien, Frankreich, Spanien, Portugal, Rumänien, Slowakei, Tschechien (Strakonice, Blatna), Indien, Japan, Korea und China. 2019 sind im Unternehmen 9400 Mitarbeiter beschäftigt.
Die Werke in Deutschland (Plettenberg und Selbecke) wurden am 30. April 2019 geschlossen.

## Geschichte
1987 wurde Dura von Wickes Companies übernommen. 1990 verkaufte Wickes Dura an Hidden Creek Industries. 1994 wurde die Orscheln Company übernommen. 1996 folgte die Änderung des Namens in Dura Automotive Systems.
1999 erwarb Dura die Autositz-Sparte von Meritor. 2006 nutzte das Unternehmen ein Chapter 11-Konkursverfahren, um durch eine Reorganisation des Unternehmens wieder wettbewerbsfähig zu werden. Die US-Tochtergesellschaften stellten sich unter dem Schutz des amerikanischen Insolvenzrechtes, während die internationalen Tochterunternehmen unverändert weiterarbeiten konnten.
Dura Automotive stellte am 21. Oktober 2019 erneut in den USA einen Insolvenzantrag gemäß Chapter 11. Die Private-Equity-Firma MiddleGround Capital mit Sitz in Lexington (Ky.) erwarb 2020 eine Mehrheitsbeteiligung an dem in Auburn Hills ansässigen Autoteile-Zulieferer DURA Automotive. Kimberly Rodriguez (59) wurde am 1. September 2020 CEO des in Auburn Hills ansässigen Automobilzulieferers.

### Deutschland
Die Niederlassungen in Einbeck und Rotenburg gehen auf die 1955 gegründeten Heidemann-Werke zurück. 1997 schloss sich das Unternehmen mit der englischen Adwest zusammen, 1999 wurde es an Dura Automotive verkauft.